# John Berman
John Berman (Carlisle, 21 de março de 1972) é um jornalista estadunidense, e atual co-apresentador do New Day da CNN.